# USSR International 1981
Die USSR International 1981 im Badminton fanden vom 22. bis zum 25. Oktober 1981 in Moskau statt. Es war die siebente Auflage der Titelkämpfe.

## Finalergebnisse
| Disziplin    | Sieger                              | Finalist                      | Ergebnis         |
| ------------ | ----------------------------------- | ----------------------------- | ---------------- |
| Herreneinzel | Anatoliy Skripko                    | Vitaliy Shmakov               | 15:11, 15:6      |
| Dameneinzel  | Christine Magnusson                 | Svetlana Belyasova            | 7:11, 11:7, 11:6 |
| Herrendoppel | Bent Svenningsen Henrik Svarrer     | Alexander Gutko Radiy Bilalov | 15:5, 15:7       |
| Damendoppel  | Christine Magnusson Maria Bengtsson | Alla Prodan Irina Melnikova   | 15:10, 15:6      |
| Mixed        | Duncan Bridge Jill Pringle          | Henrik Svarrer Annette Bernth | 17:15, 15:3      |